# Anja Liebert
Anja Liebert (* 19. September 1969 in Dortmund) ist eine deutsche Politikerin (Bündnis 90/Die Grünen). Sie kandidierte im Bundestagswahlkreis Wuppertal I und auf Listenplatz 27 und zog bei der Bundestagswahl 2021 über die nordrhein-westfälische Landesliste ihrer Partei in den Bundestag ein.

## Leben
Liebert wuchs in Dortmund auf und zog für ein Studium der Anglistik, Politikwissenschaft und Literaturwissenschaften nach Wuppertal. Sie arbeitete vor ihrem Eintritt in den Bundestag etwa zehn Jahren lang in Coachingprojekten bei einem Jobcenter. Sie saß 17 Jahre lang im Wuppertaler Stadtrat. Sie lebt in einer Partnerschaft, ist Mutter eines Sohnes und lebt in Barmen.

## Abgeordnete
Liebert ist Mitglied im 20. Deutschen Bundestag. Sie zog über die Landesliste in den Bundestag ein. Sie ist Stellvertretendes Mitglied im Petitionsausschuss und Ordentliches Mitglied im Ausschuss für Wohnen, Stadtentwicklung, Bauwesen und Kommunen.

## Positionen
Ein besonderes Anliegen ist Liebert die Mobilitätswende. Hierzu sagte sie: „Wir brauchen dringend Investitionen in den Öffentlichen Personennahverkehr, um die Klimaziele zu erreichen. Die Autolobby setzt nur auf andere Technik, will aber am System nichts ändern. Die Mobilität der Zukunft ist vernetzt. Die Frage muss doch sein: Wie komme ich am besten von A nach B? Derzeit lautet sie eher: Wo steht das Auto 23 Stunden am Tag ungenutzt rum?“